# Szlak Pętli Żuław i Zalewu Wiślanego – 303,0 km

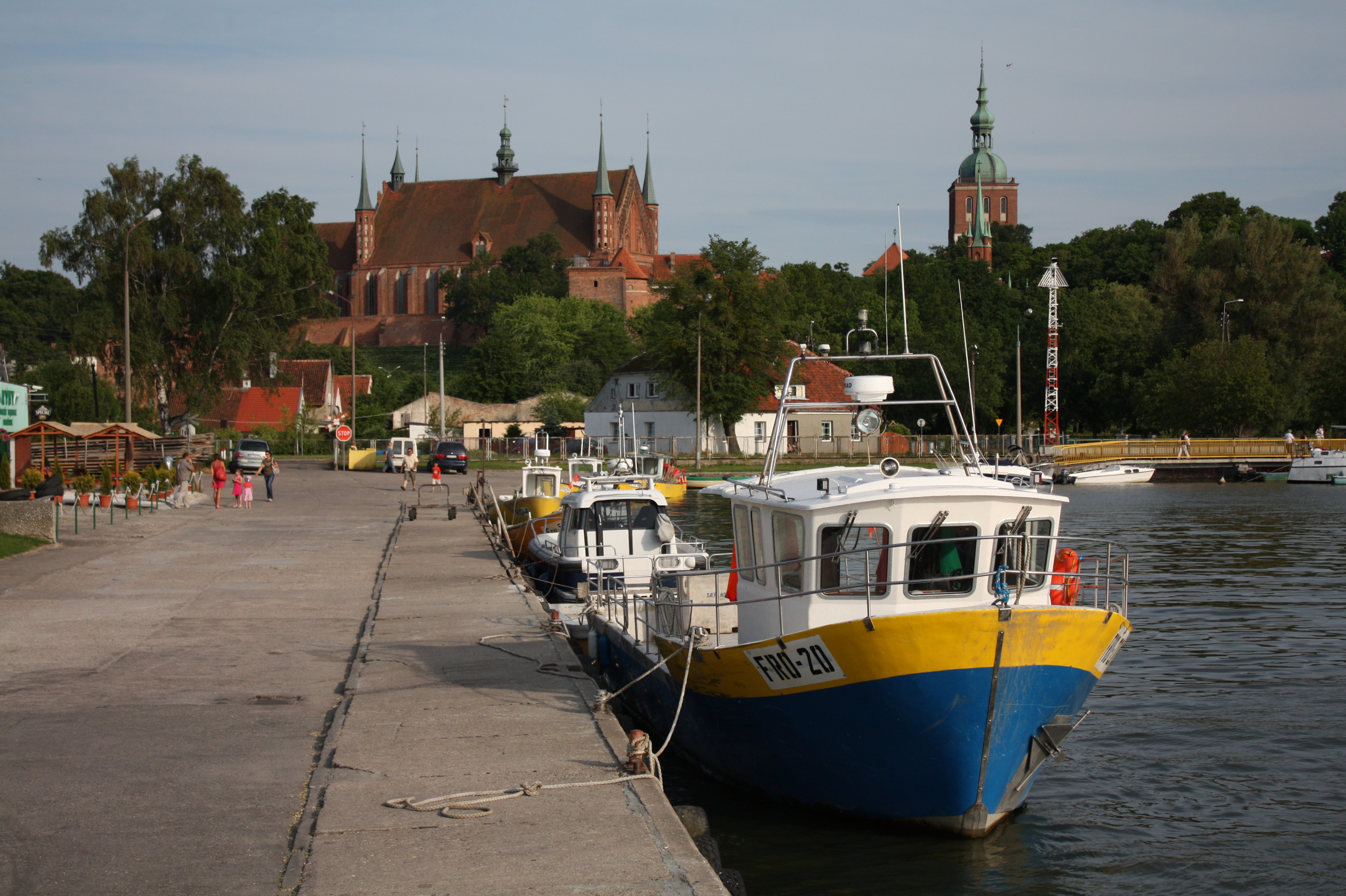
Przystań we Fromborku

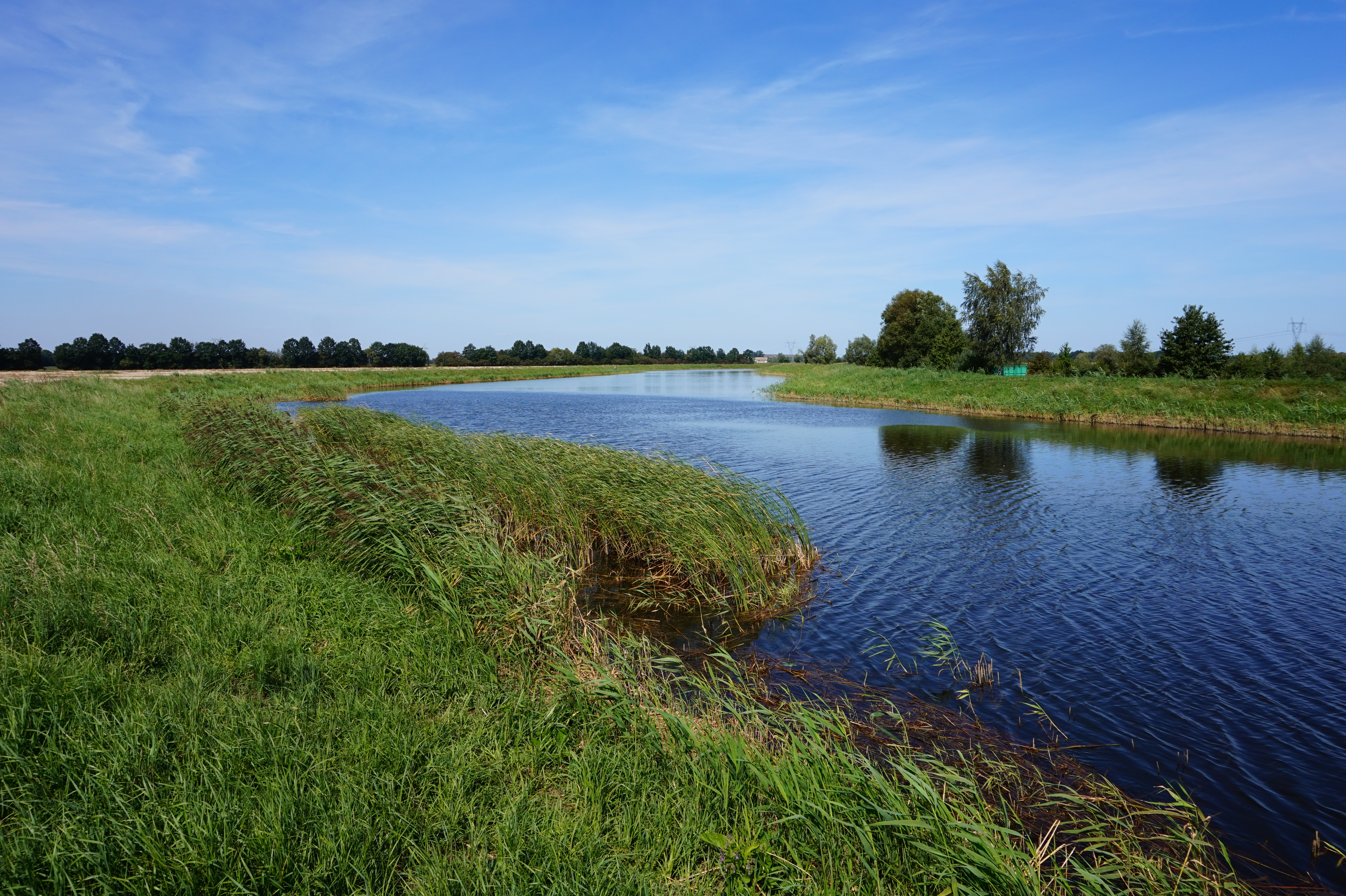
Kanał Śledziowy na Żuławach koło Błotnika

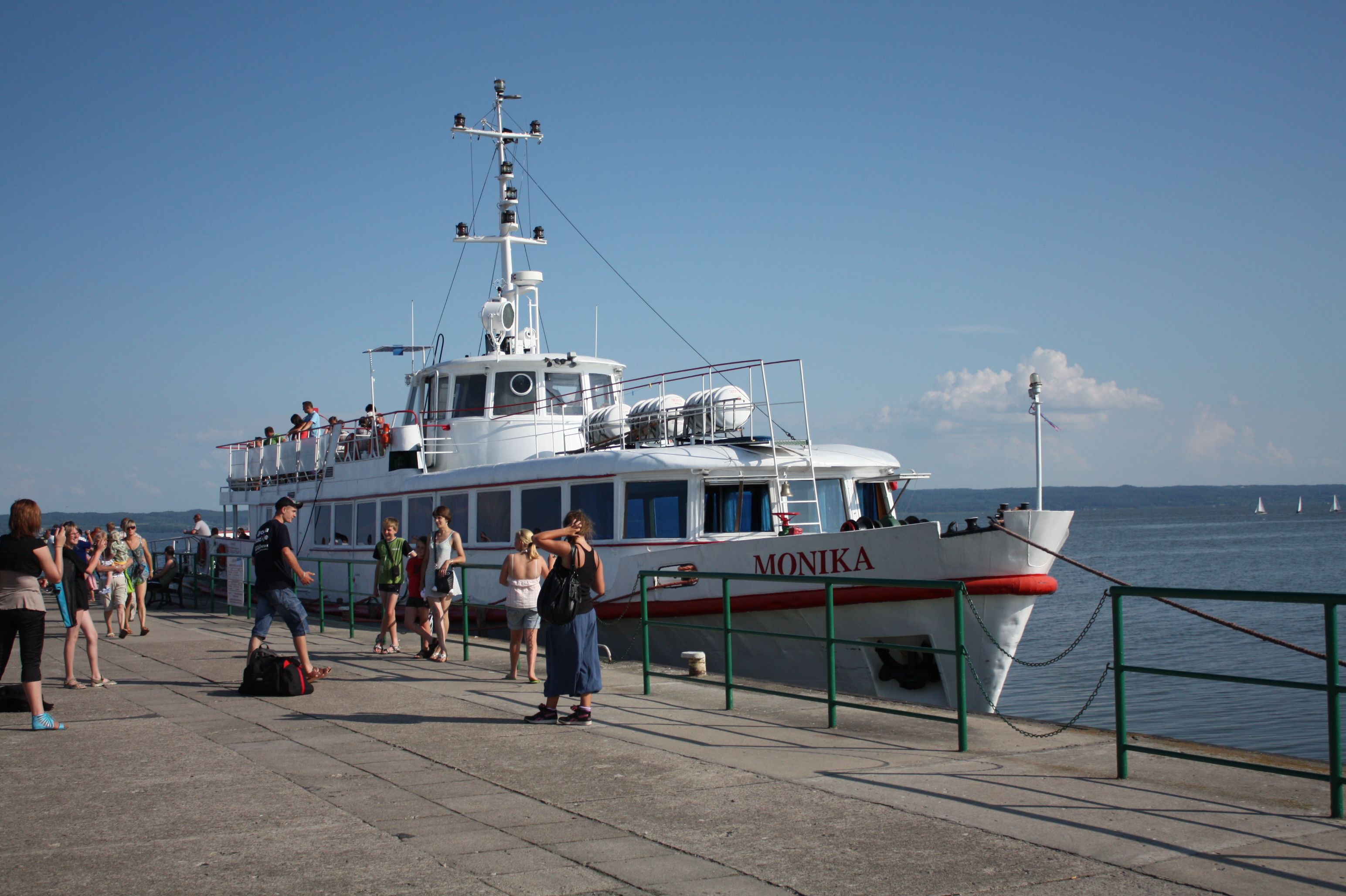
Port w Krynicy Morskiej (statek Monika)

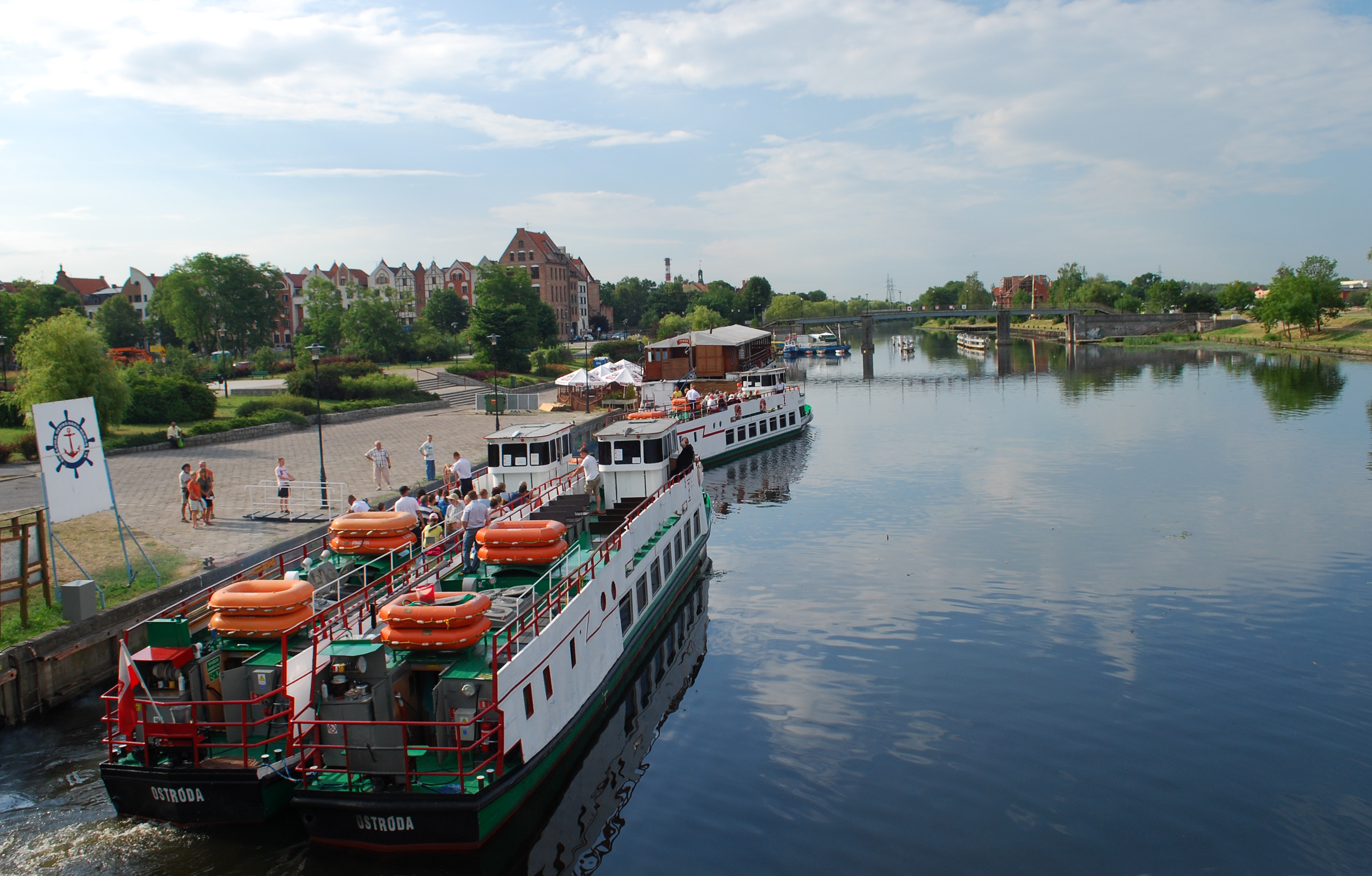
Port w Elblągu

Szlak Pętli Żuław i Zalewu Wiślanego – 303,0 km – odznaka turystyczno-krajoznawcza przyznawana przez Komisję Turystyki Żeglarskiej Zarządu Głównego Polskiego Towarzystwa Turystyczno-Krajoznawczego na podstawie przedstawionej przez wnioskującego kroniki-dzienniczka. 

## Cele
Odznaka została ustanowiona przez prezydium Zarządu Głównego PTTK uchwałą nr 31/XVII/2013 z dnia 11 czerwca 2013 i przyjęta do rozpowszechniania przez Centrum Turystyki Wodnej PTTK. Celem odznaki jest popularyzowanie walorów turystyczno-krajoznawczych szlaku wodnego Pętli Żuławskiej, poznawanie pomników przyrody oraz obiektów kultury materialnej na szlaku, promowanie turystyki wodnej (wioślarstwa, kajakarstwa, motorowodniactwa i żeglarstwa), a także popularyzowanie inicjatyw wzbogacających ofertę turystyczną oraz infrastrukturę nadbrzeżną (mariny, przystanie, pomosty) na całym szlaku Pętli Żuławskiej.

## Stopnie
Odznaka ma dwa stopnie przyznawane niezależnie od siebie oraz stopień trzeci, szczególny:
- złota (przyznawana turystom, którzy na jachcie żaglowym, motorowym, kajaku, tratwie, łodzi wiosłowej, albo innym sprzęcie pływającym przepłynęli szlak Pętli w czasie jednej imprezy w danym roku),
- srebrna (przyznawana turystom, którzy dokonali powyższego wyczynu w odcinkach rozłożonych na kilka sezonów turystycznych),
- honorowa (przyznawana dla osób fizycznych i prawnych, organizacji pozarządowych, podmiotów samorządowych oraz związków gmin, które swoim działaniem popularyzują walory krajoznawcze oraz wykorzystanie jezior oraz rzek i przyczyniają się do ich turystycznego zagospodarowania)[1].

Złotą i srebrną odznakę zdobywa uczestnik rejsu po przedstawieniu kroniki (dzienniczka) udokumentowanej zdjęciami i pieczątkami miejscowymi (np. zwiedzanych obiektów), według wykazu załączonego do regulaminu odznaki. W przypadku rejsu zorganizowanego komandor rejsu potwierdza przebytą trasę. Przykładowe zestawienie miejsc zawarte w regulaminie:

- Gdańsk
- Błotnik
- Przegalina
- Gdańska Głowa
- Rybina
- Osłonka
- Kąty Rybackie
- Krynica Morska
- Piaski
- Stara Pasłęka
- Braniewo
- Frombork
- Tolkmicko
- Elbląg
- Malbork
- Biała Góra (śluza)
- Tczew[1]